# Mulberry (Florida)
Mulberry è una città degli Stati Uniti d'America, situata in Florida, nella Contea di Polk.